# هارفورد (نيويورك)
هارفورد (بالإنجليزية: Harford, New York)‏ هي بلدة أمريكية تقع في الولايات المتحدة في مقاطعة كورتلاند، نيويورك. يقدر عدد سكانها بـ 943 نسمة ومساحتها 62.6 كم2 وترتفع عن سطح البحر 473 متر.